# Echoverleihung 1992
Am 18. Mai 1992 wurde in Köln in der Flora erstmals der Echo in 15 verschiedenen Kategorien vergeben. Er wurde 1992 vom Koordinierungsausschuss der deutschen Phonoverbände initiiert und von dem ehemaligen Vorstandsvorsitzenden Gerd Gebhardt umgesetzt. Gewinner der Preisverleihung waren Pe Werner und Enigma mit jeweils zwei Awards.

## Nationaler Newcomer des Jahres
Pe Werner

## Musikvideo des Jahres
Marius Müller-Westernhagen – Westernhagen live

## Medienmann des Jahres
Dieter Gorny

## Handelspartner des Jahres
Das Ohr, Münster

## Marketingleistung des Jahres
Enigma

## Erfolgreichster nationaler Künstler im Ausland
Enigma

## Klassik Künstler/Künstlerin national
Anne Sophie Mutter

## Klassik Künstler/Künstlerin international
Claudio Abbado

## Gruppe des Jahres international
Queen
- Eurythmics
- Gipsy Kings
- R.E.M.
- Roxette

## Gruppe des Jahres national
Scorpions
- BAP
- Blue System
- Die Flippers
- Enigma

## Künstler des Jahres international
Phil Collins
- Bryan Adams
- Chris Rea
- Rod Stewart
- Sting

## Künstler des Jahres national
Herbert Grönemeyer
- Marius Müller-Westernhagen
- Matthias Reim
- Peter Maffay
- Roy Black

## Künstlerin des Jahres international
Cher

## Künstlerin des Jahres national
Pe Werner

## Lebenswerk
Udo Lindenberg